# Museo diocesano e del Codex
Il Museo diocesano e del Codex è un museo a Rossano, in Italia. Si trova a fianco alla Cattedrale di Maria Santissima Achiropita.
Il museo conserva circa duecento opere d'arte di varie epoche e di varia natura appartenute a diverse chiese dell'arcidiocesi di Rossano-Cariati, fra cui spicca per importanza il Codex Purpureus Rossanensis, un evangelario miniato scritto in greco antico e risalente al VI secolo, probabilmente il più antico documento del suo genere al mondo giunto ai giorni nostri; per la sua importanza e unicità il Codex è stato inerito dall'UNESCO fra le Memorie del mondo.

## Storia
Inaugurato nel 1952 per volere dell'arcivescovo Giovanni Rizzo, è il primo museo diocesano a essere istituito in Calabria. La struttura museale originale si trovava all'interno di alcuni locali ricavati dalla sagrestia della cattedrale di Maria Santissima Achiropita, ma successivamente si è deciso di espandere lo spazio espositivo per poter dare un adeguato risalto alle opere d'arte conservate spostandosi in un'ala del Palazzo arcivescovile da ristrutturare per l'occasione: i lavori, avviati nel 1985, si sono conclusi nel 2000 ottenendo una nuova sede composta da dieci sale che venne inaugurata dall'arcivescovo Andrea Cassone.
Nel 2014 un progetto di valorizzazione ha dato il via ai lavori di ristrutturazione e di un nuovo allestimento composto da applicazioni virtuali che permettono al visitatore di poter fruire di approfondimenti sul Codex e sulle altre opere d'arte presenti, tramite l'utilizzo di touch-screen e schermi video con contenuti didattici e informativi riguardo ai monumenti dell'intera diocesi e del resto della Calabria; il nuovo museo è stato riaperto al pubblico il 3 luglio 2016. Per l'occasione è stato creato un nuovo logo, realizzato dal conservatore dei beni culturali Michele Abastante, in cui compare la denominazione "Museo diocesano e del Codex" sostituendo quella precedente di "Museo diocesano d'arte sacra di Rossano"; lo stesso Abastante è coautore delle didascalie presenti all'interno delle sale del museo e del video di introduzione al Codex.
Il museo è aperto tutto l'anno, d'inverno chiude al lunedì mentre in estate è aperto tutti i giorni.

## Le sezioni del museo
Il Museo diocesano e del Codex racchiude al suo interno due spazi distinti, quello diocesano e quello specificatamente dedicato al Codex. All'ingresso il visitatore è accolto in un corridoio dove un video introduttivo illustra i contenuti del museo; in fondo al corridoio, a sinistra si va nelle sale riservate al Codex, mentre a destra si accede alle sei sale espositive dedicate alle varie fasi storiche della diocesi e del suo territorio.
Il museo è stato completamente ristrutturato fra 2014 e 2016 e i dispositivi presenti al suo interno lo rendono uno dei più innovativi e tecnologici d'Italia.

### Sale delCodex

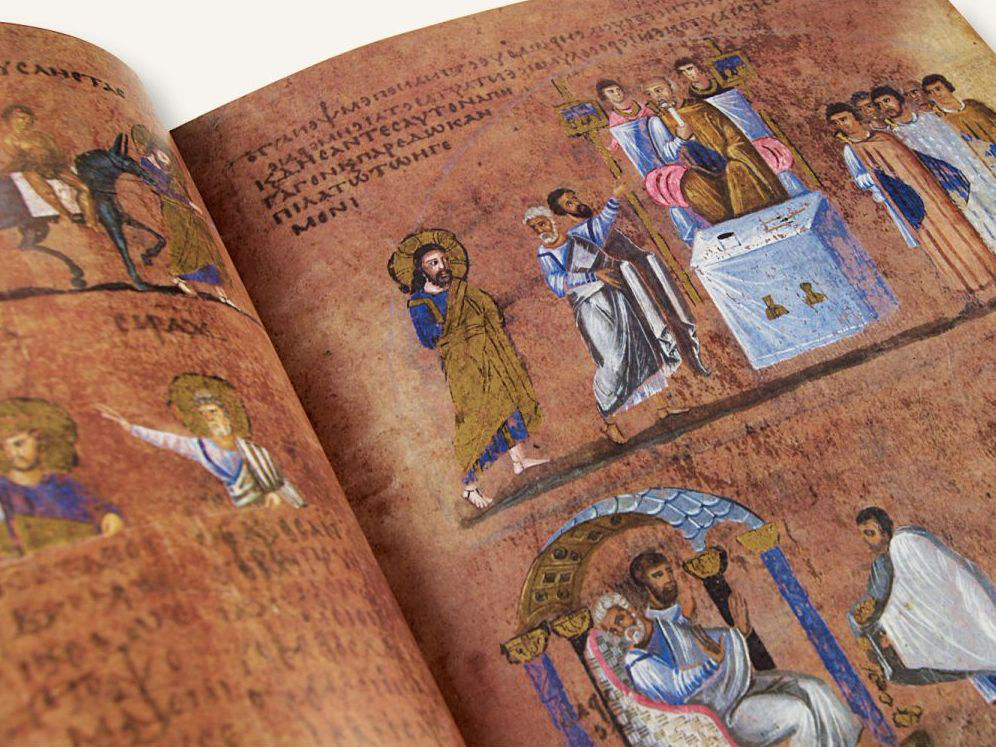
Il Codex Purpureus Rossanensis.

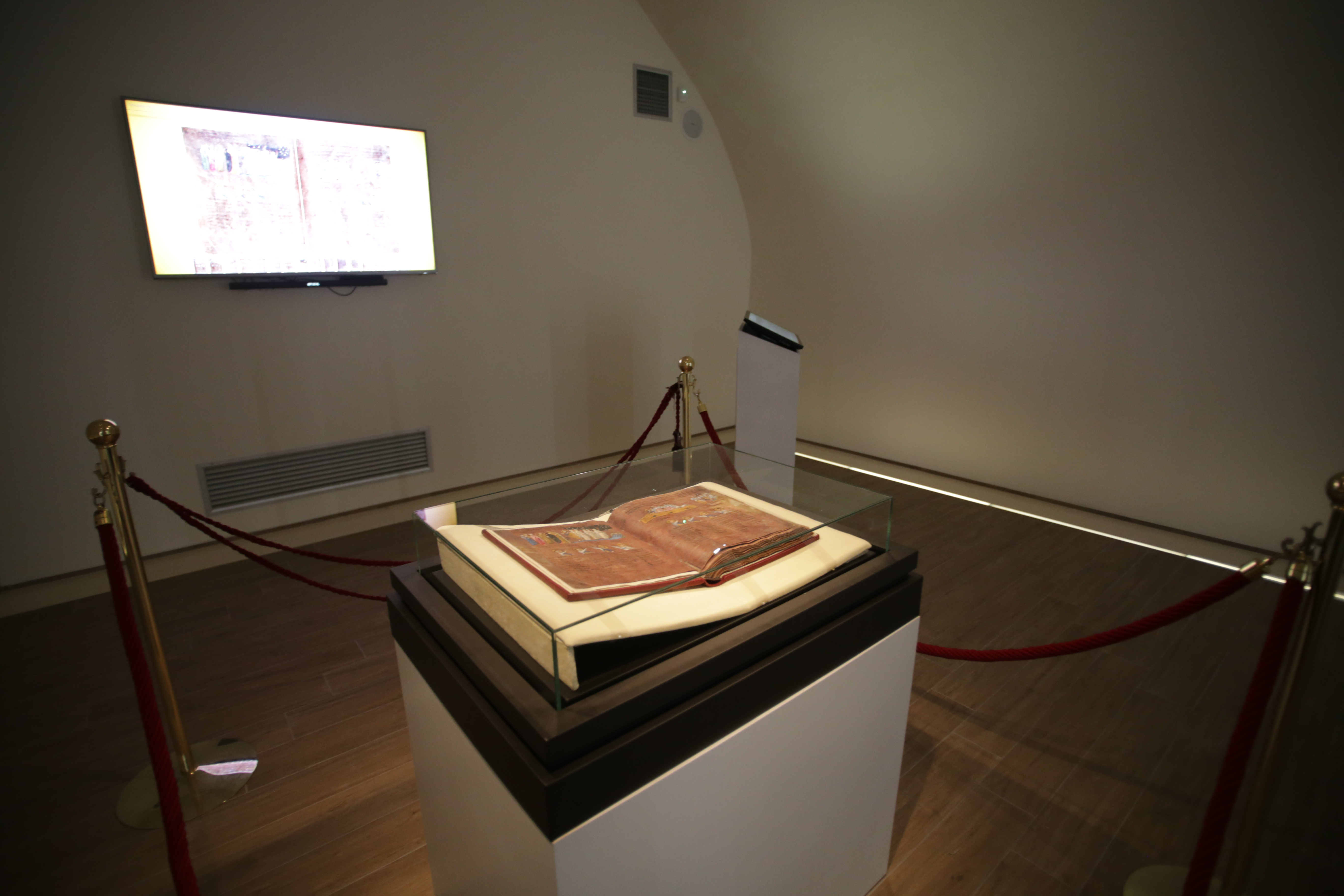
Sala del Codex.

Tre sale del museo sono dedicate all'opera più importante, l'Evangeliario miniato bizantino noto come Codex Purpureus Rossanensis; sono comunicanti fra loro e illuminate in maniera controllata per non rovinare il manufatto.
La prima sala presenta un video-documentario che racconta della storia del prezioso manoscritto dalle origini fino all'arrivo a Rossano e un pannello didascalico in cui sono contenute informazioni sulle quindici straordinarie miniature del Codex che raccontano la vita di Gesù. Nella seconda sala sono presenti pannelli informativi sull'ultimo restauro del libro sacro, svolto dall'Istituto centrale per il restauro e la conservazione del patrimonio artistico e librario, sul confronto fra il Codex e altri codici miniati presenti nel mondo, e sull'area geografica di probabile realizzazione del prezioso manufatto, ossia l'Impero romano d'oriente.
Infine, la terza sala è dedicata all'esposizione del manoscritto originale, custodito al centro della stanza in una specifica teca protetta e ventilata, a temperatura costante di 18 °C per permettere la conservazione ottimale delle preziose pagine in pergamena. A fianco alla teca un touch-screen consente di "sfogliare" digitalmente le pagine del Codex scannerizzate in altissima risoluzione dall'originale; lo schermo touch-screen è collegato a un ulteriore schermo che consente di poter ammirare le illustrazioni nel dettaglio microscopico.

### Museo diocesano
Le sale a destra del corridoio d'accesso sono dedicate all'esposizione permanente del museo diocesano. Ogni sala racconta un'epoca e ha lo scopo di tracciare un profilo storico della città e della diocesi di Rossano attraverso i più significativi oggetti d'arte custoditi nel suo museo.
Sala IITra antichità e medioevo. Rossano Bizantina
La città di Rossano fu un importante caposaldo dell'impero bizantino in Italia meridionale. Il X secolo è considerato il periodo di maggior splendore della cittadina, che vide passare fra le sue mura personaggi illustri come San Nilo. Oltre alle testimonianze architettoniche e pittoriche custodite nel centro abitato e nei dintorni, molte opere che erano custodite in tali edifici ora sono esposte in musei italiani e stranieri. La sala accoglie i più significativi oggetti a partire dal periodo della Magna Grecia fino a quello bizantino, ricostruendo quindi la storia della Diocesi di Rossano.
Sala IIIRossano Rinascimentale
La storia della città di Rossano nel periodo post-bizantino è poco nota, ma è ugualmente ricca di avvenimenti e opere d'arte di impareggiabile livello per la Calabria. La sala accoglie preziosi oggetti collegati alla storia della diocesi e realizzati tra XV e XVI secolo.
Sala IVRossano tra Manierismo e Barocco
La sala espone le più significative opere d'arte realizzate tra XVI e XVII secolo riferite al contesto stilistico che vide nei due secoli il passaggio dal manierismo al barocco. La sala è inoltre arricchita da approfondimenti sul culto di San Francesco di Paola in Calabria e nella diocesi e sulla diffusione della sua vera effigie, e da approfondimenti sui diversi paramenti liturgici presenti nel museo.
Sala VIl culto dell'Achiropita
La sala è dedicata all'Achiropita, la Madonna venerata dai rossanesi il cui culto ha origini molto antiche e legate alla sua immagine custodita nella cattedrale di Rossano intitolatale.
Sala VIRossano tra Settecento e Ottocento
La sala accoglie i più significativi oggetti realizzati fra il Settecento e l'Ottocento. Determinante fu, in questo periodo, il terremoto del 1836 e la sua conseguente ripresa con gli artigiani di Serra San Bruno venuti a realizzare nuove opere d'arte.
Sala VIISezione Argenti
Quest'ultima stanza accoglie l'esposizione di tutti i più interessanti argenti raccolti nel tesoro della cattedrale. Sono presenti numerosi calici, pissidi, patene, ostensori, brocche, cartegloria, candelabri, bugie, reliquiari e molte altre suppellettili di varie epoche e di vario utilizzo, esposti e raccontati nei loro dettagli d'uso pratico e liturgico.